# Salón de té

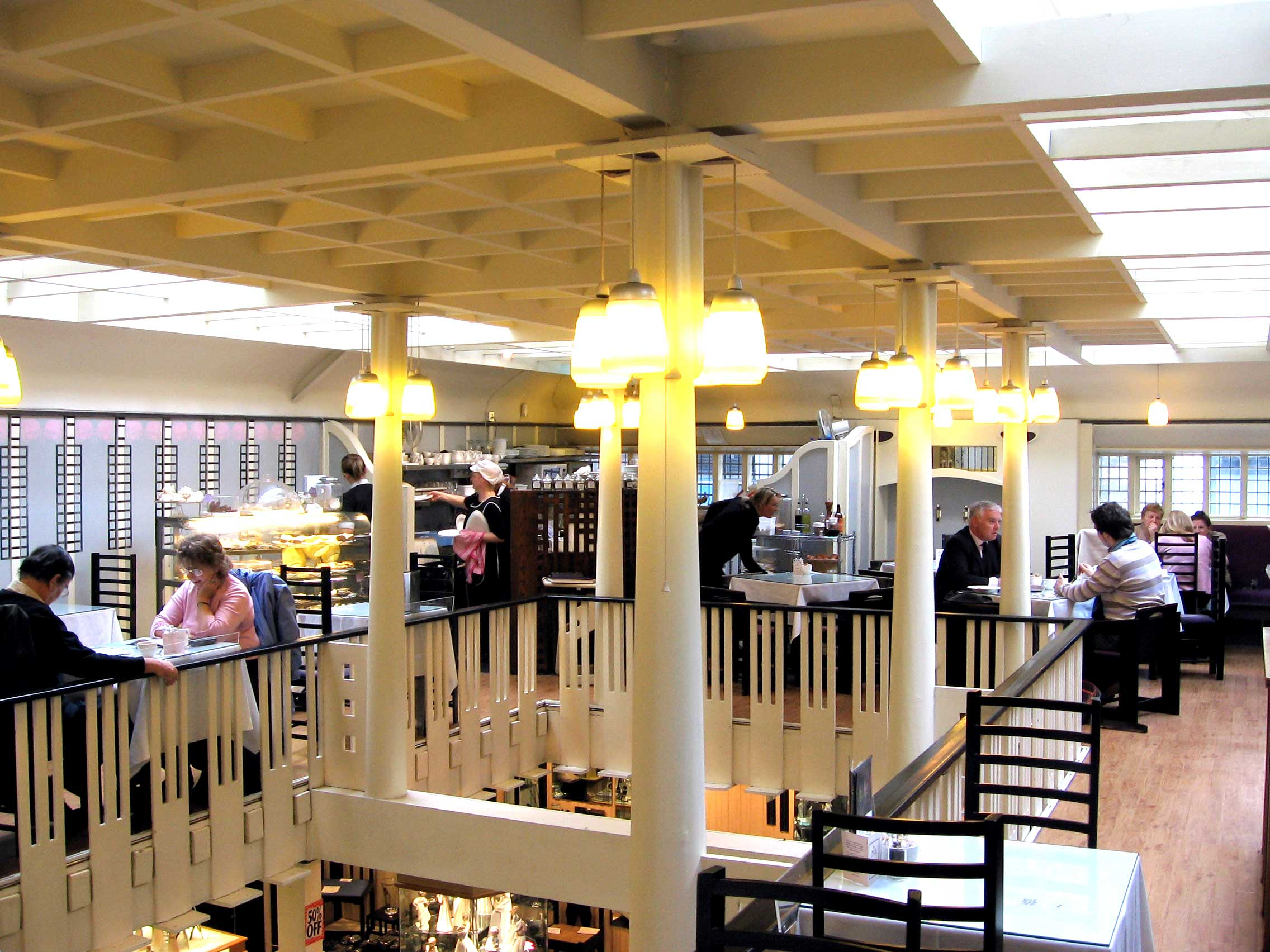
La galería en The Willow Tearooms.

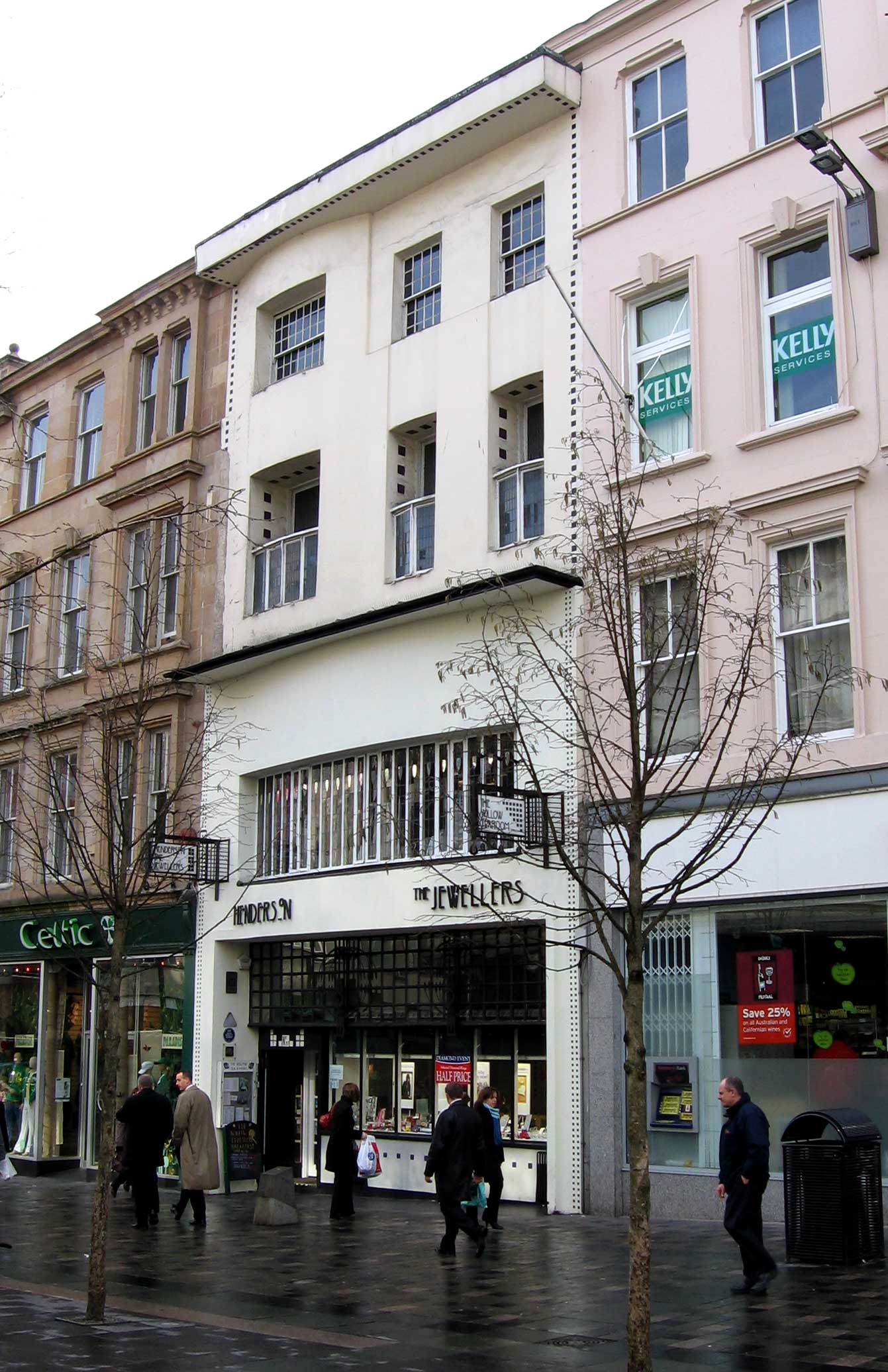
Fachada del The Willow Tearooms.

Un Salón de té (tea room a menudo del idioma inglés) es una habitación pequeña o restaurante donde se sirven bebidas de ambiente relajado. Un cliente en este tipo de locales espera a que le sirvan un té (Tea time) o café en porcelana china junto con algún cream tea o Devonshire tea, y un scone con mermelada y nata montada. En Escocia los tés se sirven generalmente con una variedad de scones, tortitas, crumpets y otros bollos.

## Historia
En el siglo XVIII el té era considerado un lujo debido a lo caro que resultaba (en parte debido a los impuestos) al alcance de unos pocos, se podía adquirir en los Cafés. Tras algunas dudas y argumentos iniciales sobre los peligros para 'salud' así como una resistencia incipiente para poner a disposición la bebida a "personas de rango inferior", junto con la presión de las clases trabajadoras y la sociedad para la defensa de la abstinencia (que se promovía al té como una bebida substitutiva), en los años 1830 muchos cafés abrieron un rincón alternativo a los pubs y posadas en el que se ofrecía té.
El 'salón de té' como se conoce hoy en día fue ideado a finales del siglo XIX. En 1878 Catherine Cranston abrió el primero en una larga cadena de Miss Cranston's Tea Rooms en Glasgow, Escocia, proporcionando un local de aire elegante a las reuniones sociales de la época, proporcionando también locales a las mujeres de la época en los que se pudieran reunir sin la compañía de los varones. La idea tuvo muy buena aceptación desde sus comienzos y pronto se hizo muy popular. Los salones se hicieron tan famosos que pronto se adhirieron diseñadores de interiores como Charles Rennie Mackintosh que se encargó del diseño de algunos de los interiores de Miss Cranston's Tea Rooms iniciales, así como por entero del edificio del The Willow Tearooms que posee una fachada exterior moderna y al mimo tiempo unos salones interiores muy interesantes. Establecimientos similares se hicieron poco a poco en otros países como Escocia, pero no fue hasta 1901 en el que se diseñó en Glasgow "tea shops".
Sin embargo, desde los años 1880 todos los hoteles de lujo en Estados Unidos e Inglaterra comenzaron a ofrecer servicio de té en salones de té (tea rooms) así como 'tea courts', en 1910 se empezó a celebrar bailes por las tardes. En España en 1931 se establece el Embassy y posteriormente se convierte en un centro de operaciones de espionaje durante la Segunda Guerra Mundial. En los salones de té se establecía cáterin para todo tipo de clases sociales, el ejemplo más notable es la cena de J. Lyons and Co. que abrió el primer teashop en 1894 en 213 Piccadilly, Londres, y con ello activó una cadena de salones de té denominada Lyons Corner Houses. Esta divulgación hizo que en Inglaterra en los años 1950 hubiera gran diversidad de ellos por todo el territorio, los había en todo tipo de estilos de elegancia. Algunos de los "Country tea rooms" que ofrecen los populares cream teas son hoy en día una atracción turística en muchas áreas, particularmente en Devon y Cornualles, y los salones de té se pueden encontrar en muchas ciudades y municipios.